# Waterkrachtcentrale Gyumush
De Waterkrachtcentrale Gyumush of Waterkrachtcentrale Argel (Armeens: Արգելի Հիդրոէլեկտրակայան, Argeli Hidroelektrakayan) is een van de grootste waterkrachtcentrales in Armenië en ligt in de provincie Kotajk. De centrale heeft een elektrische capaciteit van 224 megawatt. Bij de centrale ligt de Hrazdandam en ligt aan de rivier de Hrazdan.